# Barlen Vyapoory

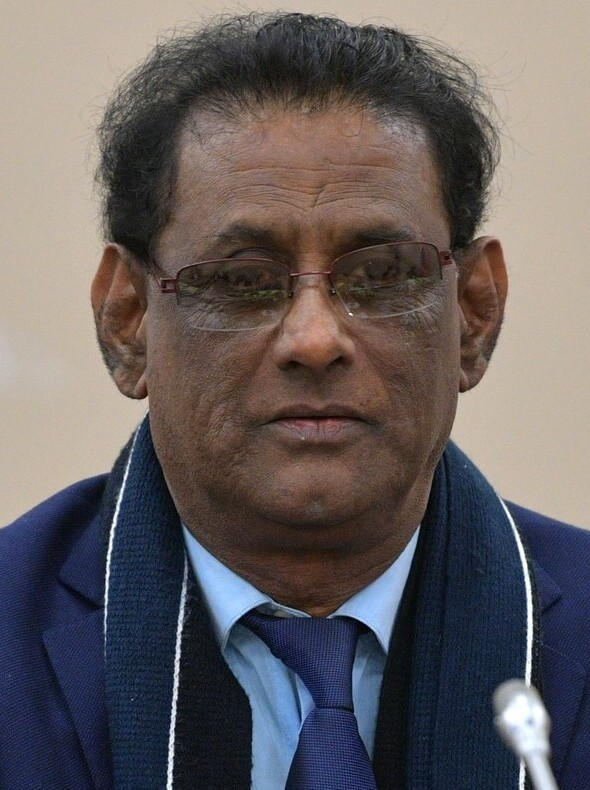
Barlen Vyapoory

Barlen Vyapoory (* 1945) ist ein mauritischer Politiker der Militant Socialist Movement.

## Leben
Vyapoory war vom 29. März 2016 bis 24. März 2018 Vizepräsident von Mauritius. Nach dem Rücktritt der gewählten Präsidentin Ameenah Gurib, die in einen Finanzskandal verwickelt wurde, folgte Vyapoory ihr im Amt als Präsident. Vyapoory ist verheiratet und hat ein Kind.